# Teen Choice Awards 2009
Teen Choice Awards 2009 – rozdanie przyznawanych przez młodzież nagród z dziedziny muzyki, filmu, telewizji i innych odbyło się w Universal City 9 sierpnia 2009 roku. Imprezę otworzyła Miley Cyrus, śpiewając utwór Party in USA.
Imprezę poprowadził zespół Jonas Brothers.

## Występy muzyczne
Na gali zaśpiewali:
- Jonas Brothers
- Sean Kingston
- Miley Cyrus
- The Black Eyed Peas

## Nagrody
Najlepszy serial dramatyczny
- 90210
- Plotkara
- Chirurdzy
- Dr House
- Tajemnica Amy

Najlepszy serial akcji
- 24 godziny
- Herosi
- Zagubieni
- Smallville
- Terminator: Kroniki Sary Connor

Najlepszy serial komediowy
- Hannah Montana
- Jak poznałem waszą matkę
- iCarly
- Biuro
- Brzydula Betty

Najlepszy serial animowany
- American Dad!
- Family Guy
- Simpsonowie
- South Park
- SpongeBob Kanciastoporty

Najlepszy aktor dramatyczny
- Penn Badgley, Plotkara
- Ken Baumann, Tajemnica Amy
- Chace Crawford, Plotkara
- Joshua Jackson, Fringe
- Dustin Milligan, 90210

Najlepsza aktorka dramatyczna
- Minka Kelly, Friday Night Lights
- Blake Lively, Plotkara
- Leighton Meester, Plotkara
- Olivia Wilde, Dr House
- Shailene Woodley, Tajemnica Amy

Najlepszy aktor serialu akcji
- Thomas Dekker, Terminator: Sarah Connor Chronicles
- Matthew Fox, Zagubieni
- Josh Holloway, Zagubieni
- Milo Ventimiglia, Herosi
- Tom Welling, Smallville

Najlepsza aktorka serialu akcji
- Kristen Bell, Herosi
- Summer Glau, Terminator: Kroniki Sary Connor
- Kristin Kreuk, Smallville
- Ali Larter, Herosi
- Hayden Panettiere, Herosi

Najlepszy aktor komediowy
- Steve Carell, Biuro
- Neil Patrick Harris, Jak poznałem waszą matkę
- Jonas Brothers, JONAS!
- Charlie Sheen, Dwóch i pół
- Jerry Trainor, iCarly

Najlepsza aktorka
- Miranda Cosgrove, iCarly
- Miley Cyrus, Hannah Montana
- America Ferrera, Brzydula Betty
- Jenna Fisher, Biuro
- Eva Longoria Parker, Gotowe na wszystko

Najlepszy nowy serial
- 90210
- Fringe
- Glee
- JONAS!
- Tajemnica Amy

Najlepsza debiutująca aktorka
- Demi Lovato, Słoneczna Sonny
- AnnaLynne McCord, 90210
- Lea Michele, Glee
- Chelsea Staub, JONAS!